# Amelanchier sanguinea
Espèce
Amelanchier sanguinea est une espèce de plante à fleurs de la famille des Rosaceae, originaire d'Amérique du Nord.

## Description

### Appareil végétatif
Cet amélanchier est un arbre qui peut atteindre 10 m de hauteur et 20 cm de diamètre. Son écorce grise est lisse lorsqu'elle est jeune mais devient rugueuse avec l'âge. Les jeunes rameaux ont une couleur rougeâtre. 
Les feuilles, caduques, sont simples et de disposition alterne. De forme arrondie ou elliptique, elles mesurent de 3 à 7 cm de long. Velues lorsqu'elles sont jeunes mais glabres à maturité, elles présentent une bordure dentée, portant généralement 10 à 12 paires de nervures secondaires et 18 à 20 dents par côté, ces dernières étant plus rares vers le pétiole.
Les bourgeons mesurent de 8 à 12 mm de long. Ils sont recouverts par 5 écailles et les bourgeons axillaires sont très accolés contre le rameau qui les porte, comme chez les autres amélanchiers.

### Appareil reproducteur
La floraison a lieu au printemps, tôt dans la saison, pendant l'apparition des jeunes feuilles velues. Les fleurs blanches, bien visibles, apparaissent en grappes courtes (de 3 à 8 cm) à l'extrémité de jeunes rameaux. Comme chez toutes les Rosaceae, elles possèdent 5 pétales qui, chez cette espèce, mesurent de 10 à 15 mm. La pollinisation est assurée par les insectes (entomogamie).
Les fruits sont des piridions qui ressemblent à des baies de couleur pourpre sombre. Portés par des pédoncules longs de 10 à 30 mm de longueur, ils mesurent de 5 à 10 mm de largeur et contiennent de 5 à 10 graines. Ils atteignent la maturité au cours de l'été, fin juillet ou début août.

## Répartition et habitat

Aire de répartition.

Cet arbre originaire d'Amérique du Nord apprécie les lisières de forêts, les crêtes rocheuses, les plaines sablonneuses, les haies et bordure de clôture.

## Taxinomie et systématique
Cette espèce a été décrite scientifiquement pour la première fois sous le nom Pyrus sanguinea en 1813-1814 par le botaniste germano-américain Frederick Traugott Pursh dans l'ouvrage Flora Americae Septentrionalis. Elle a été transférée dans le genre Amelanchier en 1825 par le botaniste suisse Augustin Pyrame de Candolle dans Prodromus Systematis Naturalis Regni Vegetabilis.